# سیارک ۶۵۷۹
سیارک ۶۵۷۹ (به انگلیسی: 6579 Benedix، نامگذاری:1981ES4) شش هزار و پانصد و هفتاد و نهمین سیارک کشف شده‌است که در ۲ مارس ۱۹۸۱ کشف شد.
قدر مطلق سیارک برابر ۱۹.۵ است.